# Józef Negro Maroto
Józef od św. Jacka Negro Maroto (ur. 11 marca 1580 w Villarejo de Salvanés w Hiszpanii; zm. 10 września 1622 na wzgórzu Nishizaka w Nagasaki) – błogosławiony Kościoła katolickiego, hiszpański dominikanin, misjonarz, męczennik.

## Życiorys
Wstąpił do zakonu dominikanów w Ocaña w 1597 r. Wysłano go do klasztoru w Toledo, gdzie otrzymał święcenia kapłańskie. Zgłosił się na ochotnika na misje na Dalekim Wschodzie. Opuścił Hiszpanię w lipcu 1605 r. Po przybyciu do Manilii wysłano go w dalszą podróż do Japonii, gdzie w kolejnych latach prowadził działalność misyjną. Aresztowano go w Nagasaki 17 sierpnia 1621 r. z pomagającym mu katechistą Aleksym Sanbashi Saburō. Został spalony żywcem razem z Aleksym Sanbashi Saburō i grupą chrześcijan na wzgórzu Nishizaka w Nagasaki 10 września 1622 r.
Został beatyfikowany przez Piusa IX 7 lipca 1867 r. w grupie 205 męczenników japońskich.
Dniem jego wspomnienia jest 10 września (w grupie 205 męczenników japońskich).